# Leandra aspera
Leandra aspera är en tvåhjärtbladig växtart som beskrevs av Célestin Alfred Cogniaux. Leandra aspera ingår i släktet Leandra och familjen Melastomataceae. Inga underarter finns listade i Catalogue of Life.